# Roodwangspreeuw
De Roodwangspreeuw (Agropsar philippensis) is een vogelsoort uit de familie Sturnidae die voorkomt in Brunei, China, Hongkong, Indonesië, Japan, Noord-Korea, Zuid-Korea, Maleisië, de Filipijnen, het zuidoosten van Rusland, Singapore en Taiwan.